# Ängeln på sjunde trappsteget
Ängeln på sjunde trappsteget (originaltitel: Angela's Ashes) är en irländsk-amerikansk dramafilm från 1999 baserad på Frank McCourts självbiografi med samma namn från 1996. Filmen regisserades av Alan Parker som även skrev manus tillsammans med Laura Jones. I rollerna finns bland andra Emily Watson, Robert Carlyle, Joe Breen, Ciaran Owens och Michael Legge.
Filmen hade biopremiär i Sverige den 7 april 2000, utgiven av Sandrew Metronome.
Vid Oscarsgalan 2000 nominerades John Williams till en Oscar i kategorin Bästa filmmusik.

## Rollista
- Emily Watson – Angela McCourt
- Robert Carlyle – Malachy McCourt
- Devon Murray – Middle Malachy
- Joe Breen – Frank som liten
- Ciaran Owens – Frank som ung
- Michael Legge – Frank som äldre
- Kerry Condon – Theresa Carmody
- Ronnie Masterson – Mormor Sheehan
- Pauline McLynn – Moster Aggie
- Liam Carney – Farbror Pa Keating
- Eanna MacLiam – Farbror Pat
- Susan Fitzgerald – Syster Rita
- Eamonn Owens – Quasimodo
- Eileen Colgan – Philomena
- Martin Benson – Kristen bror
- Andrew Bennett – Berättarröst
- Alan Parker (cameo) – Dr. Campbell
- Brendan O'Carroll – Man på pub